# Reubicación de moái
Desde la remoción del primer moái Hoa Hakananai'a de la Isla de Pascua en 1868 por la tripulación del HMS Topaze, se sabe que 79 estatuas de moái, cabezas, torsos, pukao y moái también fueron retiradas de sus sitios originales y transferidas a colecciones privadas, a colecciones de museos (incluido el Museo Antropológico Padre Sebastián Englert en la Isla de Pascua) o, más recientemente, a los terrenos universitarios de la American University, Washington D. C. en 2000. Algunos de los moái se transfirieron aún más entre museos y colecciones privadas, por razones como la preservación de los monolitos, la investigación académica y la educación pública, o, en el caso de los moái del Centro Cultural Recoleta, para su repatriación después de los 80 años en el extranjero.

## Objetos en colecciones de museo
La siguiente tabla enumera las figuras más destacadas de museos y colecciones: 
| Objeto          | Material     | Altura       | Ubicación actual                                                                                            | País             | Fecha de adquisición   | Referencia                         | Notas | Imagen |
| --------------- | ------------ | ------------ | --- | ---------------- | ---------------------- | ---------------------------------- | --- | ------ |
| Moái            | Basalto      | 3 m          | Museos reales de Arte e Historia, Bruselas                                                                  | Bélgica          | 1934-35                | ET.35.5.340 o Pou hakanononga      | Sacado por la expedición franco belga (1935). |        |
| Moái sin nombre |              |              | Rapa nui | (Isla de Pascua) |                        |                                    | Sacado de Hanga Roa en 1929, estando 40 años en Santiago de Chile antes de ser transportado a Argentina y haciendo una ronda a los Países Bajos. Regresó a Rapa Nui en 2006. |        |
| Moái            | Tuff         | 2.94 m       | Salón de la Polinesia, Museo arqueológico, La Serena                                                        | Chile            |                        |                                    | Mostrado en Europa, en el Salón de la Polinesia [1][2] |        |
| Moái            | Tuff         | 2.81 m       | Corporación Museo de Arqueología e Historia Francisco Fonck, Viña del Mar                                   | Chile            |                        | 1174 (EISP# MF-VDM-001)            | |        |
| Cabeza          | Basalto      |              | Corporación Museo de Arqueología e Historia Francisco Fonck, Viña del Mar                                   | Chile            |                        | 35-001 (EISP# MF-VDM-002)          | |        |
| Moái            | Tuff         | 2.88 m       | Museo Arqueological Padre Sebastian Englert, Hanga Roa, Rapa Nui                                            | (Isla de Pascua) |                        | MA-IDP025                          | |        |
| Cabeza          | Tuff         | 2 m (approx) | Museo Arqueological Padre Sebastian Englert, Hanga Roa, Rapa Nui                                            | (Isla de Pascua) | c. 2006                | Moai De Centro Cultural Recoleta.  | |        |
| Pukao           | Escoria roja | —            | Museo Arqueological Padre Sebastian Englert, Hanga Roa, Rapa Nui                                            | (Isla de Pascua) | c. 2006                | Pukao De Centro Cultural Recoleta. | |        |
| Cabeza          | Tuff         | 1.85 m       | musée du quai Branly, París                                                                                 | Francia          | 1872                   |                                    | Anteriormente presentado en el Musée de l'Homme, entonces sacado al nuevo musée du quai Branly.                                                                              |        |
| Cabeza          | Tuff         | 1.70 m       | Pavillon des Sesiones, Musée du Louvre, París                                                               | Francia          | c. 1934-35             | MH.35.61.1                         | Presentado al gobierno chileno por Henri Lavachery y Alfred Metraux para el Musée de l'Homme después de su expedición a Rapa Nui, en 1934-35.                                |        |
| Cabeza          | Escoria roja | 0.42 m       | Pavillon des Sesiones, Musée du Louvre, o el Musee de l'Homme, París                                        | Francia          | c. 1934-35             | MH.35.61.66                        | |        |
| Cabeza          | Basalto      | 0.585 m      | Auckland Museo, Auckland                                                                                    | Nueva Zelanda    |                        | SOY12768                           | |        |
| Moái            | Trachyte     | 1.6 m        | Otago Museo, Dunedin                                                                                        | Nueva Zelanda    | 1929                   | D29.6066                           | Comprado por el museo en 1929 de Norman Brander |        |
| Moái            | Basalto      | 2.42 m       | El Museo británico, Londres                                                                                 | Reino Unido      | 7 de noviembre de 1868 | 1869.10-5.1 Hoa Hakananai'un       | Ve artículo Hoa Hakananai'un |        |
| Moái            | Basalto      | 1.56 m       | El Museo de Mánchester, Mánchester                                                                          | Reino Unido      | 7 de noviembre de 1868 | 1869.10-6.1 Moai Hava              | En la colección Oceánica del Museo británico |        |
| Moái            | Lapilli tuff | 2.24 m       | Departamento de Antropología, Museo Nacional de Historia Natural, Smithsonian Institución, Washington D. C. | Estados Unidos   | 1886                   | E128368-0 (EISP# SI-WDC-001)       | Sacado de Ahu O'Pepe. |        |
| Cabeza          | Tuff         | 1.194 m      | Departamento de Antropología, Museo Nacional de Historia Natural, Smithsonian Institución, Washington D. C. | Estados Unidos   | 1886                   | E128370-0 (EISP# SI-WDC-002)       | Sacado de Ahu O'Pepe. |        |
| Pukao           | Escoria roja | 1.016 m      | Departamento de Antropología, Museo Nacional de Historia Natural, Smithsonian Institución, Washington D. C. | Estados Unidos   | 1886                   | E128369-0 (EISP# SI-WDC-003)       | Sacado de Ahu O'Pepe. |        |
| Moái            |              | 2 m (approx) | La Universidad americana, Washington, D.C                                                                   | Estados Unidos   | 2000                   | Moái en la Universidad americana   | Presentado en 2000 por la Embajada de Chile como regalo a La Universidad americana. El moái es un replica y muestra un par de reconstruyó ojos.                              |        |

## Asuntos de autenticidad
Una cabeza de moái sin autenticar titulada "Henry" se encuentra actualmente en el Forest Lawn Memorial Park, Glendale, California. Fue obtenido en la primera mitad del siglo XX por el fundador del parque Dr. Hubert Eaton. El Dr. Eaton recibió el moái en una transacción legal entre pescadores de Rapanui en la Isla de Pascua que usaban la cabeza (aproximadamente 1 m de altura) como lastre para un bote. El Memorial Park no tiene planes para autenticar o probar el moái en el futuro cercano.
En 2003, el gobierno chileno comenzó una investigación sobre dos cabezas de moái dentro de un conjunto de otros 15 artefactos de la Isla de Pascua [13] - las posesiones de Hernán García de Gonzalo Vidal - que se pusieron a la venta en la galería The Cronos en Miami. Después de una inspección fotográfica realizada por Patricia Vargas, arqueóloga del instituto de la Isla de Pascua en la Universidad de Chile, comentó que "" Pueden ser bonitas piezas de arte, pero dudo que alguna tenga 500 años. Parece que los cortes se han hecho con maquinaria moderna y no con herramientas de piedra ". Una reunión organizada entre el periódico chileno El Mercurio, que informó por primera vez de la venta, y Hernán García Gonzalo de Vidal, luego no se llevó a cabo cuando el Sr. Gonzalo de Vidal dejó de estar disponible debido a una "emergencia familiar".

### Réplicas
En 1968, un moái (posiblemente Moái 35-001) fue tomado de Rapa Nui y exhibido en la ciudad de Nueva York como un truco publicitario para oponerse a la construcción de una instalación de reabastecimiento de combustible en la Isla de Pascua. Alrededor del momento de la campaña y la siguiente gira a Washington D. C. y Chicago, el moái fue recibido por la compañía Lippincott de North Haven, Connecticut, que desde su creación en 1966 había proporcionado un "lugar para que los artistas crearan grandes esculturas y recibieran ayuda en el transporte y la instalación de su trabajo". En cooperación con el Fondo Internacional para Monumentos Inc, Lippincott produjo una copia del moái original (antes de que fuera confiscado por el gobierno chileno) y reclamó los derechos para ejecutar el trabajo en 100 réplicas adicionales.
En 1974, el Objeto No. 3 fue producido a partir de la copia, y ahora se encuentra fuera del Museo de Historia Natural de Condado de Los Ángeles.